# Ekeby, Skå socken
Ekeby är en by i Skå socken, Ekerö kommun.
Byn omtalas första gången 1342 ('in Ækeby, de Ækeby) då Eskil Petersson och hans hustru Cecila bytte bort jord i Ekeby till Vårfruberga kloster. 1358 omtalas två fastrar i byn. 1452-54 lät kronan uppta ett då länge ödelagt kronohemman i Ekeby. 1540-1568 här ett kronohemman (från 1546 arv och eget) och en skatteutjord som 1559 blev eget hemman.